# Darryl Shannon
Pour les articles homonymes, voir Shannon.
Darryl Shannon (né le 21 juin 1968 à Barrie, dans la province de l'Ontario au Canada) est un joueur de hockey sur glace ayant évolué à la position de défenseur.

## Carrière
Réclamé en deuxième ronde par les Maple Leafs de Toronto lors du repêchage de 1986, Shannon retourna au niveau junior pour les trois saisons suivantes, s'alignant en compagnie de son jeune frère Darrin avec les Spitfires de Windsor, club de la Ligue de hockey de l'Ontario.
Darryl Shannon devient joueur professionnel en 1988 en rejoignant le club affilié aux Leafs dans la Ligue américaine de hockey, les Saints de Newmarket. Il partage cette saison, ainsi que les quatre saisons suivantes entre les Maple Leafs et leur club-école avant de se voir être échangé à l'été 1993 aux Jets de Winnipeg où il retrouve son frère.
Il joue durant une saison et demie avec le club du Manitoba avant de passer aux mains des Sabres de Buffalo en février 1995. Il est par la suite retenu par les Thrashers d'Atlanta lors de leur repêchage d'expansion qui eut lieu à l'été 1999. Il passe au Flames de Calgary au cours de la saison suivante avant de rejoindre pour sa dernière saison en LNH les Canadiens de Montréal. Après n'avoir joué que sept rencontres avec ces derniers, il annonce son retrait de la compétition.
Shannon revient cependant sur sa décision durant l'été 2001 et se joint au Krefeld Pinguine de la DEL avec qui il joue deux saisons avant de s'aligner avec les Eisbären Berlin pour une saison au terme de laquelle il met un terme définitif à sa carrière de joueur actif.

## Statistiques
Pour les significations des abréviations, voir Statistiques du hockey sur glace.
| Saison     | Équipe                    | Ligue          |     | Saison régulière | Saison régulière | Saison régulière | Saison régulière | Saison régulière |   | Séries éliminatoires | Séries éliminatoires | Séries éliminatoires | Séries éliminatoires | Séries éliminatoires |
| Saison     | Équipe                    | Ligue          | PJ  | B                | A                | Pts              | Pun              | PJ               | B | A                    | Pts                  | Pun                  |                      |                      |
| 1985-1986  | Spitfires de Windsor      | LHO            | 57  | 6                | 21               | 27               | 52               | 16               | 5 | 6                    | 11                   | 22                   |                      |                      |
| 1986-1987  | Spitfires de Windsor      | LHO            | 64  | 23               | 27               | 50               | 83               | 14               | 4 | 8                    | 12                   | 18                   |                      |                      |
| 1987-1988  | Spitfires de Windsor      | LHO            | 60  | 16               | 67               | 83               | 116              | 12               | 3 | 8                    | 11                   | 17                   |                      |                      |
| 1988       | Spitfires de Windsor      | Coupe Memorial |     |                  |                  |                  |                  | 4                | 0 | 7                    | 7                    | 8                    |                      |                      |
| 1988-1989  | Maple Leafs de Toronto    | LNH            | 14  | 1                | 3                | 4                | 6                |                  |   |                      |                      |                      |                      |                      |
| 1988-1989  | Saints de Newmarket       | LAH            | 61  | 5                | 24               | 29               | 37               | 5                | 0 | 3                    | 3                    | 10                   |                      |                      |
| 1989-1990  | Maple Leafs de Toronto    | LNH            | 10  | 0                | 1                | 1                | 12               |                  |   |                      |                      |                      |                      |                      |
| 1989-1990  | Saints de Newmarket       | LAH            | 47  | 4                | 15               | 19               | 58               |                  |   |                      |                      |                      |                      |                      |
| 1990-1991  | Maple Leafs de Toronto    | LNH            | 10  | 0                | 1                | 1                | 0                |                  |   |                      |                      |                      |                      |                      |
| 1990-1991  | Saints de Newmarket       | LAH            | 47  | 2                | 14               | 16               | 51               |                  |   |                      |                      |                      |                      |                      |
| 1991-1992  | Maple Leafs de Toronto    | LNH            | 48  | 2                | 8                | 10               | 23               |                  |   |                      |                      |                      |                      |                      |
| 1992-1993  | Maple Leafs de Toronto    | LNH            | 16  | 0                | 0                | 0                | 11               |                  |   |                      |                      |                      |                      |                      |
| 1992-1993  | Maple Leafs de Saint-Jean | LAH            | 7   | 1                | 1                | 2                | 4                |                  |   |                      |                      |                      |                      |                      |
| 1993-1994  | Jets de Winnipeg          | LNH            | 20  | 0                | 4                | 4                | 18               |                  |   |                      |                      |                      |                      |                      |
| 1993-1994  | Hawks de Moncton          | LAH            | 37  | 1                | 10               | 11               | 62               | 20               | 1 | 7                    | 8                    | 32                   |                      |                      |
| 1994-1995  | Jets de Winnipeg          | LNH            | 40  | 5                | 9                | 14               | 48               |                  |   |                      |                      |                      |                      |                      |
| 1995-1996  | Jets de Winnipeg          | LNH            | 48  | 2                | 7                | 9                | 72               |                  |   |                      |                      |                      |                      |                      |
| 1995-1996  | Sabres de Buffalo         | LNH            | 26  | 2                | 6                | 8                | 20               |                  |   |                      |                      |                      |                      |                      |
| 1996-1997  | Sabes de Buffalo          | LNH            | 82  | 4                | 19               | 23               | 112              | 12               | 2 | 3                    | 5                    | 8                    |                      |                      |
| 1997-1998  | Sabres de Buffalo         | LNH            | 76  | 3                | 19               | 22               | 56               | 15               | 2 | 4                    | 6                    | 8                    |                      |                      |
| 1998-1999  | Sabres de Buffalo         | LNH            | 71  | 3                | 12               | 15               | 52               | 2                | 0 | 0                    | 0                    | 0                    |                      |                      |
| 1999-2000  | Thrashers d'Atlanta       | LNH            | 49  | 5                | 13               | 18               | 65               |                  |   |                      |                      |                      |                      |                      |
| 1999-2000  | Flames de Calgary         | LNH            | 27  | 1                | 8                | 9                | 22               |                  |   |                      |                      |                      |                      |                      |
| 2000-2001  | Canadiens de Montréal     | LNH            | 7   | 0                | 1                | 1                | 6                |                  |   |                      |                      |                      |                      |                      |
| 2000-2001  | Citadelles de Québec      | LAH            | 4   | 0                | 1                | 1                | 4                |                  |   |                      |                      |                      |                      |                      |
| 2001-2002  | Krefeld Pinguine          | DEL            | 38  | 1                | 18               | 19               | 49               | 3                | 1 | 1                    | 2                    | 0                    |                      |                      |
| 2002-2003  | Krefeld Pinguine          | DEL            | 52  | 3                | 9                | 12               | 56               | 14               | 3 | 4                    | 7                    | 20                   |                      |                      |
| 2003-2004  | Eisbären Berlin           | DEL            | 48  | 6                | 7                | 13               | 26               | 11               | 1 | 3                    | 4                    | 8                    |                      |                      |
| Totaux LNH | Totaux LNH                | Totaux LNH     | 544 | 28               | 111              | 139              | 523              | 29               | 4 | 7                    | 11                   | 16                   |                      |                      |

### Honneur et trophée
- Ligue de hockey de l'Ontario
  - Membre de la deuxième équipe d'étoiles en 1987.
  - Membre de la première équipe d'étoiles en 1988.
  - Membre de l'équipe d'étoiles de la Coupe Memorial en 1988.

### Transaction en carrière
- 1986; réclamé par les Maple Leafs de Toronto (2e choix de l'équipe, 36e au total).
- 30 juin 1993; signe à titre d'agent libre avec les Jets de Winnipeg.
- 15 février 1996; échangé par les Jets avec Michal Grošek aux Sabres de Buffalo en retour de Craig Muni.
- 25 juin 1999; réclamé par les Thrashers d'Atlanta lors du repêchage d'expansion de 1999.
- 11 février 2000; échangé par les Thrashers avec Jason Botterill aux Flames de Calgary en retour de Hnat Domenichelli et de Dmitri Vlasenkov.
- 25 septembre 2000; signe à titre d'agent libre avec les Canadiens de Montréal.
- 17 novembre 2001; signe à titre d'agent libre avec les Krefeld Pinguine.

### Parenté dans le sport
Son frère Darrin joua durant dix saisons dans la LNH.

## Référence
1. ↑  (en) Historique du joueur sur www.legendsofhockey.net.
2. ↑  (en) Fiche de carrière sur www.hockeydb.com.